# Bambi (film, 1942)
Bambi je animovaný film z roku 1942. Filmu se režisérsky ujal David Dodd Hand a jeho producentem byl Walt Disney. Námět pochází z dětské knihy, kterou napsal rakouský spisovatel Felix Salten v roce 1923 pod původním názvem  Bambi. Eine Lebensgeschichte aus dem Walde. Jedná se o pátý film z takzvané animované klasiky Walta Disneye. Snímek byl nominován na Oscara v kategoriích nejlepší zvuk, nejlepší hudba a nejlepší filmová píseň. Společně s filmem Sněhurka a sedm trpaslíků (1937) a 101 dalmatinů (1961) jde o jeden z nejvýdělečnějších a nejproslulejších animovaných snímků studia Walta Disneye.
Hlavními postavami jsou Bambi, koloušek s bílým ocáskem, jeho rodiče (tatínek, Velký kníže lesa, a maminka, jejíž jméno není známo), jeho kamarádi Dupík (králíček s růžovým nosánkem), tchoř Kvítko, a jeho kamarádka z dětství a budoucí partnerka, Fili. Ve filmovém zpracování se Disney rozhodl změnit Bambiho druh ze srnce na jelena s bílým ocáskem, jelikož srnci nežijí ve Spojených státech, a koloušek s bílým ocáskem je tak americkému divákovi bližší. Film obdržel tři nominace na Ceny Akademie, a to za: Nejlepší zvuk (Sam Slyfield), Nejlepší píseň (Love Is a Song, kterou ve filmu zpíval Donald Novis) a Původní Soundtrack.
V červnu roku 2008 ho Americký filmový institut zařadil mezi 10 nejlepších animovaných filmů na světě, na základě hlasování více než 1500 členů umělecké komunity. Bambi se mezi animovanými filmy umístil na třetím místě. V prosinci roku 2011 byl film zařazen do Národního filmového archivu Knihovny Kongresu.

## Obsazení
Hlasy postaviček v originále namluvili herci Bobby Stewart, Donnie Dunagan, Hardie Albright, John Sutherland, Paula Winslowe, Peter Behn, Tim Davis, Sam Edwards, Cammie King, Will Wright, Ann Gillis, a Sterling Holloway. Hudbu napsali Frank Churchill a Edward H. Plumb.

## Děj
Lani se narodí koloušek jménem Bambi, ze kterého se jednoho dne má stát Velký kníže lesa, tak jako jeho otec, jehož posláním je chránit obyvatele lesa před nebezpečím v podobě lovců. Koloušek se rychle spřátelí s horlivým a energickým králičkem Dupíkem, který mu pomůže, aby se naučil chodit a mluvit. Bambi má odjakživa velmi blízký vztah se svou matkou, se kterou tráví většinu svého času. Brzy se spřátelí i s dalšími zvířátky; mladým tchořem, který se jmenuje Kvítko, a mladou laňkou Fili, stejně jako se svým otcem, majestátným Velkým knížetem lesa. Zvědavý a všetečný Bambi se ptá na vše, co může, o světě, který ho obklopuje, a jeho matka ho varuje, jaká nebezpečí ho mohou potkat během života v lese.
Během Bambiho první zimy je jeho matka zabita lovcem když se snaží pomoct Bambimu najít jídlo. Mladý koloušek je tak najednou opuštěný a nešťastný. Velký kníže lesa se proto slituje a pomůže Bambimu vrátit se domů. Již na začátku jara je z Bambiho mladý jelen a i jeho přátele z dětství dospívají. Jejich kamarád Výr je pak varuje před nástrahami lásky i před tím, že se nakonec jistě zamilují. Na což trojice kamarádů reaguje s posměchem a odchází. Po cestě ale Dupík i Kvítko potkávají své krásně protějšky a tak opouští své původní představy o lásce a věnují se svým novým láskám. Brzy také Bambi potká svůj protějšek, krásnou laň Fili. Jejich námluvy ale přeruší bojechtivý jelen Ronno, který se pokusí Fili donutit, aby Bambiho opustila. Bambi ale Ronna porazí, a tak si právoplatně zaslouží náklonnost krásně laně.
Bambi se probudí, když ucítí kouř. Jeho otec ho varuje, že lesem se šíří požár. Oba dva se dostanou včas do bezpečí, ale Bambi v té vřavě ztratí Fili, takže se ji pak vydá hledat. Brzy ji objeví, zahnanou do kouta zlými loveckými psy. Podaří se mu je odehnat a tak se s Fili, otcem i ostatními zvířátky dostanou až k řece, do bezpečí. Příští jaro se Fili (pod Bambiho pečlivým dohledem, jakožto nového Knížete lesa), narodí dva malí roztomilí koloušci.

## Produkce

### Vývoj
V roce 1933, zakoupil Sidney Franklin, producent a ředitel Metro-Goldwyn-Mayer, práva k filmovému zpracování knihy Felixe Saltena – Bambi, Život v Lese. Původním záměrem bylo vytvořit hraný film, ale po letech nevydařených pokusů se Franklin rozhodl a práva v dubnu roku 1937 prodal Waltu Disneymu. Disney začal okamžitě pracovat na animované verzi příběhu. Chtěl, aby se Bambi stal jejich druhým celovečerním animovaným filmem a zároveň prvním, založeným na konkrétní, moderní knize. Kniha ale byla původně napsána pro dospělé a tak se Disneymu zdál příběh zprvu příliš ponurý a melancholický oproti jeho obvyklé produkci. Také kreslíři zjistili, že nakreslit jelena realisticky by bylo příliš náročné. Tyto překážky dočasně pozastavily produkci filmu a Disneyho studio zatím pracovalo na jiných projektech. V roce 1938 Disney najal Perce Pearce a Carla Fallberga, aby na příběhu společně pracovali, avšak pozornost se brzy přesměrovala k práci na filmu Fantasia.
Opravdu svědomitá práce na filmu pak začala 17. 8. 1939. Přesto však byla poněkud pomalá vzhledem k personálním, metodickým i místním změnám ve studiu.

### Psaní
Existovalo velké množství interpretací příběhu. Jak řekl Mel Shaw:
„Bambiho příběh měl tolik možností, že jste mohli jít miliony různými směry. Pamatuji si, když se do toho zapojil i Walt. Řekl: ‚Představte si, že by Bambi stoupl do mraveniště. My bychom mohli udělat závěr do mraveniště a podívat se, jakou škodu mravencům napáchal.‘ Strávili jsme týdny kreslením mravenců a jejich příběhu, až jsme najednou zjistili, že jsme úplně v jiném příběhu, že to nemá s Bambim co do činění. Také jsme měli rodinu kobylek a ti se handrkovali o všechno možné. A Bambi to celé sledoval a tak najednou vidíme Bambiho velkou hlavu mezi kobylkami. A co má tohle co dělat s příběhem? A tak jsme se dohadovali stále dokola.“
Ve filmu mělo být původně šest různých králičích postaviček, podobných trpaslíkům ze Sněhurky. Pak ale Perce Pearce navrhl, že místo pěti obecných králíků bychom měli mít jednoho, který má jinou barvu než ostatní, má jen jeden zub a velmi odlišný charakter od ostatních. Tento králík je tím, kterého dnes známe jako Dupíka.
Původně byl taky na to, jak Bambiho matka skáče před kmen stromu a je zastřelena, jen krátký záběr. Ale Larry Morey si stál za tím, že je ta scéna až moc dramatická a že bylo dostatečně dojemné, aby zemřela mimo plátno. Walt také chtěl ukázat na plátně scénu, ve které uhoří muž, který požár svou nedbalostí způsobil, ale nakonec bylo rozhodnuto, že se ten muž ve filmu vůbec neobjeví. Ve filmu měla být i scéna, ve které spolu komunikují dva padající listy, jako by to byl starý manželský pár. Ale Disney rozhodl, že mluvící rostliny do kontextu filmu prostě nesedí a místo toho padající listy použil jen jako metaforu. Disney a jeho tým také vyvinuli postavy dvou veverek, které měly být podobným komickým duem, jako byli Laurel a Hardy. Nicméně po letech zkoušení, Walt uznal, že by se příběh měl zaměřit jen na tři hlavní postavy: Bambiho, Dupíka a Kvítko. Veverky se tak krátce objeví jen na konci filmu.
Scénář byl dopsán v červenci roku 1940 a za tu dobu rozpočet narostl na 858 000 dolarů.

### Animace
Přestože animátoři již srnku kreslili například ve Sněhurce, byla nakreslená, slovy Erica Larsona, jako „hora květin“. Disney chtěl, aby byla zvířata v Bambim nakreslená realističtěji a expresivněji než ve Sněhurce. Najal Rica LeBrun, aby jeho animátory instruoval, jak vypadá realistický vzhled i pohyb zvířat. Animátoři navštívili zoo v Los Angeles a Disney také založil přímo ve studiu malou zoo, ve které byli králíci, kachny, sovy, tchoři i pár koloušků, které pojmenoval Bambi a Fili, takže animátoři mohli detailně pozorovat jejich pohyb. Skeče, které Rico LeBrun nakreslil, sice zvířata znázorňovaly realisticky, ale chyběla jim osobnost. Marc Davis nakonec vytvořil konečnou verzi Bambiho, pro kterou použil LeBrunovu realistickou anatomickou studii kolouška, zdůraznil však jeho osobnostní rysy tak, že jeho tvář udělal trochu nevinnější a dětštější (krátký čumáček, velké oči, atp.). Přestože v Bambim nejsou žádní lidé, byly pro jednu scénu použity záběry, na kterých lidé byli. Herečky Jane Randolph a Donna Atwood posloužily jako živý základ pro scénu, ve které jsou Bambi a Dupík na zamrzlém jezírku. Animátoři během produkce filmu získali mnoho vědomostí o zvířatech, což jim pomohlo rozšířit obzory pro animace dalších projektů.
Prostředí, ve kterém se film odehrává, bylo vytvořeno na základě lesů na východě Spojených států. Jeden z hlavních animátorů Disneyho studia, Maurice „Jake“ Day, strávil několik týdnu v lesích poblíž Vermontu a Maine, kde kreslil a fotil jeleny a koloušky v jejich přirozeném prostředí. Tyto první skeče ale byly příliš narychlo vytvořené, protože Day nevěděl, na co se má soustředit. Čínský animátor, Tyrus Wong, ukázal Dayovi některé ze svých impresionistických maleb lesa. Dayovi se malby líbily, a tak Wonga jmenoval uměleckým šéfem produkce filmu. Wongovy malby pozadí pro film byly revoluční v tom, že okolo postav měly více detailů a směrem ke krajům plátna detaily ubývaly. To mělo za efekt, že se divák soustředil více na hlavní postavy a ne na pozadí.
Vzhledem k tomu, že v roce 1939 začala v Evropě druhá světová válka, projekce Pinocchia i Fantasie v kinech neuspěly. Kvůli vzniklým finančním obtížím musel Disney z filmu vystřihnout ještě 12 minut než začala konečná fáze animace, aby snížil náklady produkce.

## Pokračování a částečný remake
Snímek byl na počátku 21. století digitálně restaurován (remasterován) a poté vydán na DVD a blu-ray.
Na tento film pak v roce 2006 navázalo další pokračování Bambi 2, šlo o částečný remake původního příběhu. Tvůrci zde vycházeli z faktu, že ve filmu vlastně chybí celá jedna velmi dlouhá pasáž, která zde není prakticky vůbec vysvětlena a dobře znázorněna, takže v novém snímku jde o jakýsi doplněk původního děje.